# Cocki van Engelsdorp Gastelaars
Cornelia Maria van Engelsdorp Gastelaars, detta Cocki (Rotterdam, 24 febbraio 1938), è un'ex nuotatrice olandese.
Specializzata nello stile libero, ha partecipato ai Giochi di Roma 1960, gareggiando nei 100m sl e nella Staffetta 4x100m sl.
Ai Campionati europei di nuoto, le maggiori soddisfazioni, dove ha vinto 3 ori ed 1 argento nelle edizioni 1958 e 1962.